# トリメチルシリルアジド
トリメチルシリルアジド (Trimethylsilyl azide) (CH3)3SiN3は、有機化学で試薬として用いられる化合物である。

## 調製
トリメチルシリルアジドは、商業的に入手できる。トリメチルシリルクロリドとアジ化ナトリウムの反応によっても得られる。
TMSCl + NaN3 → TMSN3 + NaCl (TMS = (CH3)3Si)

## 応用
多くの反応において、アジ化水素酸のより安全な代替品と見なされている。ただし、時間の経過とともに加水分解によりアジ化水素酸になるため、湿気のない状態で保管する必要がある。オセルタミビル (タミフル) 全合成で使用されている。

## 安全性
トリメチルシリルアジドは、水分、強力な酸化剤、および強酸とは相容れない。2014年、ミネソタ大学の大学院生が、大量のトリメチルシリルアジドの合成中に起こったた爆発で負傷した。  